# Полумесечев рожнорепи валаби
Полумесечев рожнорепи валаби (Onychogalea lunata) је изумрла врста сисара торбара из породице кенгура и валабија (Macropodidae).

## Распрострањење
Пре изумирања, само централни и западни делови Аустралије.

## Станиште
Станиште полумесечевог рожнорепог валабија биле су шуме и жбуњаци.

## Угроженост
Ова врста је наведена као изумрла, што значи да нису познати живи примерци.